# Himrod
Himrod ist eine im Jahr 1928 gezüchtete Weißweinsorte mit kernlosen Beeren. Sie ist eine Kreuzung zwischen den Rebsorten Ontario und Sultana. Es handelt sich dabei um eine komplexe Züchtung, in der Gene der Wildreben Vitis labrusca und Vitis vinifera vorhanden sind. Sie zählt somit zu Hybridreben. Als Züchter wird A.B. Stout angegeben. Die Selektion von 56 Setzlingen erfolgte im Jahr 1935. Innerhalb dieser Selektion wurde nicht nur die Rebsorte Himrod ausgewählt, sondern entstanden auch die Sorten Interlaken, Romulus und Lakemont. Himrod wurde im Jahr 1952 zum kommerziellen Anbau freigegeben. Alle vier Sorten wurden nach Städten oder Weilern im Staat New York benannt.
Entwickelt wurde die Neuzüchtung an der Cornell University in Geneva (dem  New York State Agricultural Experiment Station, Department of Pomology and Viticulture, also das Rebenzüchtungs-Institut im Bundesstaat New York). Die Universität liegt am südlichen Ende des Cayuga Lake. 
Die Rebsorte wird meist als Hausrebe oder aber als lokal vermarktete Tafeltraube verwendet, wobei ihr der vergleichsweise niedrige Anteil an Säure zugutekommt. Kleinere Bestände sind in New York (→ Weinbau in New York), Ohio (→ Weinbau in Ohio), Arkansas (→ Weinbau in Arkansas), Japan, Indien und Kanada bekannt.
Synonym: die Zuchtstammnummer NY 15310 oder NEW YORK 15310, Himrod Seedless und Hymrod.
Siehe auch die Artikel Weinbau in den Vereinigten Staaten, Weinbau in Japan und Weinbau in Kanada sowie die Liste von Rebsorten.
Abstammung: Ontario x Sultana.

## Ampelographische Sortenmerkmale
In der Ampelographie wird der Habitus folgendermaßen beschrieben:
- Die mittelgroßen Blätter sind drei- bis fünflappig und tief gebuchtet (siehe auch den Artikel Blattform). Die Stielbucht ist V-förmig geschlossen. Das Blatt ist zweireihig gezahnt. Die Zähne sind im Vergleich der Rebsorten mittelweit gesetzt.
- Die kegel- bis walzenförmige Traube ist mittelgroß (das Gewicht der ca. 15 cm langen Traube liegt im Mittel bei 200 gr) und lockerbeerig. Die länglich geformten Beeren sind mittelgroß und von grünlich-gelber Farbe, die bei Vollreife fast bis ins bernsteinfarbene wechselt. Die Beeren verfügen über einen leicht aromatischen Geschmack. Aufgrund der mitteldicken Beerenschale ist die Sorte gut für den Transport sowie eine mehrwöchige Lagerung geeignet.

Die früh austreibende Rebsorte reift kurz vor dem Gutedel und ist somit innerhalb der weißen Rebsorten sehr früh reifend, so dass sie auch in kühlen Lagen ausreifen kann. Die Sorte ist empfindlich gegen die Anthraknose (insbesondere in Indien). Eine bessere Resistenz hat die Sorte gegen den Echten Mehltau und den Falschen Mehltau. Zudem ist die Sorte stark wüchsig und ertragsreich. Die Sorte verfügt über eine gute Winterhärte. Starke Schäden treten erst bei Temperaturen von unter −10 °C auf. 